# بو سبيليربيرج
بو سبيليربيرغ (بالدنماركية: Bo Spellerberg) مواليد 24 يوليو 1979، هو لاعب كرة يد دانمركي يلعب كوسط مدافع. مثل منتخب الدنمارك لكرة اليد. شارك في دورة الألعاب الأولمبية الصيفية سنة 2008. حقق المركز الأول في بطولة أوروبا لكرة اليد للرجال 2008.

## سجل المنافسة
شارك في البطولات التالية:
- بطولة العالم لكرة اليد للرجال 2015
- بطولة أوروبا لكرة اليد للرجال 2012
- بطولة أوروبا لكرة اليد للرجال 2014
- الألعاب الأولمبية الصيفية 2012

## الميداليات
| الميدالية | المسابقة                           |
| --------- | ---------------------------------- |
| فضية      | بطولة العالم لكرة اليد للرجال 2011 |
| فضية      | بطولة العالم لكرة اليد للرجال 2013 |
| برونزية   | بطولة العالم لكرة اليد للرجال 2007 |
| ذهبية     | بطولة أوروبا لكرة اليد للرجال 2008 |
| ذهبية     | بطولة أوروبا لكرة اليد للرجال 2012 |
| فضية      | بطولة أوروبا لكرة اليد للرجال 2014 |
| برونزية   | بطولة أوروبا لكرة اليد للرجال 2002 |
| برونزية   | بطولة أوروبا لكرة اليد للرجال 2006 |

## روابط خارجية
- بو سبيليربيرج على موقع الاتحاد الأوروبي لكرة اليد (الإنجليزية)
- بو سبيليربيرج على موقع أوليمبيديا (الإنجليزية)